# تاریخ جنگ جهانی اول کمبریج
تاریخ جنگ جهانی اول کمبریج (به انگلیسی: The Cambridge History of the First World War) کتابی سه جلدی است که در سال 2013 و 2014 میلادی توسط انتشارات دانشگاه کمبریج چاپ شده است. این کتاب زمینه های متفاوت جنگ جهانی دوم را پوشش می دهد.

## منبع
- ویکی پدیای انگلیسی تاریخ جنگ جهانی اول کمبریج